# توپولف تو-۱۲۴
توپولف تو-۱۲۴ (به انگلیسی: Tupolev Tu-124) یک هواگرد ساختِ کارخانهٔ توپولف در کشور اتحاد جماهیر سوسیالیستی شوروی است که در سال ۱۹۶۰–۱۹۶۵ ساخته شد. نخستین استفاده‌کنندهٔ این هواپیما آئروفلوت بوده‌است. این هواگرد برای نخستین بار در ۲۹ مارس ۱۹۶۰ میلادی مورد استفاده قرار گرفت.